# Vicente Medina
Vicente Medina Tomás, poeta i dramaturg murcià, va néixer a Archena en l'any 1866. De família humil i hortenca, el seu afany per aprendre li va dur a estudiar per les nits, aficionant-se aviat a la lectura. La seva màxima expressió literària va ser l'obra "Aires murcianos", tot un cant pel sofriment de les gents de l'horta del Segura.
Vicente Medina va escriure al voltant de vint llibres de poesia i quatre drames teatrals a més d'una gran quantitat d'obra inèdita. Els seus articles en periòdics són molt nombrosos, i es troben espargits a través Espanya i Amèrica.
La seva poesia va començar amb un romanticisme sentimental i després va passar a incorporar un fort tret d'observació naturalista, que li va fer avançar cap a la denúncia social, barrejada amb una mirada impregnada d'un molt noble sentiment popular: la pietat pel proïsme. En els seus poemes comprimeix aquest sentiment de l'intrínsecament murcià, des de la visió sentimental de la gent de l'horta del Segura, amb gran fidelitat, sense haver d'arribar a massa sensibilitat, superant el tòpic i l'abstracte del succés.
El poema "Cansera" simbolitza realment el sentir general de la gent de l'horta del Segura i la Múrcia de finals del segle xix.